# Yaguajay
Yaguajay é uma cidade de Cuba pertencente à província de Sancti Spíritus.